# Targeta de dèbit

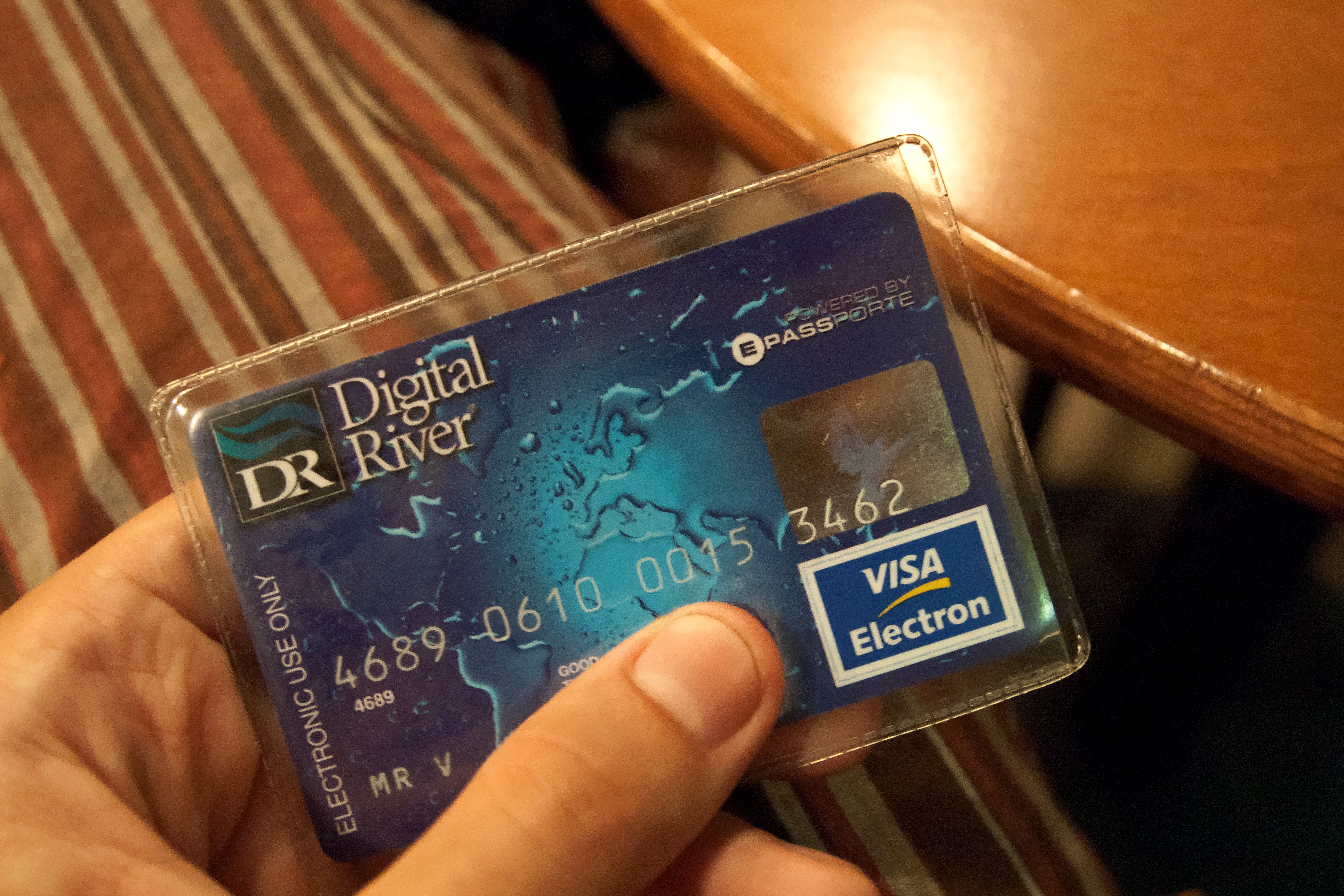
Targeta de dèbit VISA Electron

Una targeta de dèbit és una targeta de plàstic que s'empra com a mètode alternatiu al pagament en efectiu en els pagaments. Funcionalment és com un xec, ja que els diners són retirats automàticament del compte bancari o del balanç restant a la targeta. En alguns casos la targeta està dissenyada per al seu ús exclusiu en internet i, per tant, no existeix físicament. La targeta de dèbit permet al seu usuari l'obtenció de diners en efectiu i la utilització d'altres serveis (consultes, ingressos, traspassos...) per mitjà de caixers automàtics. Per a gairebé tota l'operativa és necessari teclejar el PIN al terminal on s'interacciona.
La targeta sempre és emesa a nom d'una persona física, que serà titular del servei, i és personal i intransferible.